# Biacantha desmoda
Espèce
Biacantha desmoda est une espèce de nématodes de la famille des Molineidae.

## Hôtes
Biacantha desmoda parasite l'intestin grêle du Vampire commun (Desmodus rotundus).

## Répartition
Ce nématode parasite les vampires de Trinité et Tobago, du Mexique, du Costa Rica, du Venezuela et d'Équateur.